# Harlem Heights
Harlem Heights – jednostka osadnicza w Stanach Zjednoczonych, w stanie Floryda, w hrabstwie Lee.